# Kristián Koštrna
Kristián Koštrna (sinh 15 tháng 12 năm 1993) là một cầu thủ bóng đá Slovakia thi đấu ở vị trí hậu vệ cho FC DAC 1904 Dunajská Streda. Trước đây anh từng thi đấu cho câu lạc bộ Pirin Blagoevgrad.